# Marco Hausiku
Marco Hausiku (25 novembre 1953 – 26 agosto 2021) è stato un politico namibiano.

## Biografia
Dal 1992 al 1995 fu Ministro dei Trasporti e delle Comunicazioni. Dal 2002 al 2004 fu Ministro del Lavoro.
Nel 2004 divenne Ministro degli Esteri, ruolo che tenne fino al 2010.
Dal 2010 al 2015 fu Vice Primo Ministro.